# Louise Feltham
Louise Feltham (née le 22 mars 1935 et morte le 25 mai 2020,) est une femme politique canadienne, députée de la circonscription de Wild Rose à la Chambre des communes du Canada de 1988 à 1997.